# Canottaggio ai Giochi della XXXIII Olimpiade - 2 di coppia femminile
La gara del 2 di coppia femminile dei Giochi della XXXIII Olimpiade si è svolta tra il 27 luglio e il 1° agosto 2024. Hanno partecipato 13 equipaggi. La competizione è stata vinta dall'equipaggio neozelandese composto da Brooke Francis e Lucy Spoors.

## Formato
La competizione si è svolta su tre turni: nel primo turno i primi tre classificati di ogni batteria sono avanzati al turno successivo. Gli equipaggi eliminati al primo turno si sono affrontati in una batteria di ripescaggio, la quale ha qualificato altri tre equipaggi al secondo turno.
I primi 3 di ogni semifinale hanno avuto accesso alla Finale A, mentre gli ultimi 3 alla finale B.

## Programma
| Data           | Ora (UTC+2) | Turno      |
| -------------- | ----------- | ---------- |
| 27 luglio 2024 | 12:00       | Batterie   |
| 28 luglio 2024 | 10:10       | Ripescaggi |
| 30 luglio 2024 | 10:50       | Semifinali |
| 1º agosto 2024 | 10:30       | Finali     |

## Risultati

### Batterie
| Pos. | Atleti                              | Nazione       | Tempo   | Note |
| ---- | ----------------------------------- | ------------- | ------- | ---- |
| 1    | Brooke Francis Lucy Spoors          | Nuova Zelanda | 6:51.68 | Q    |
| 2    | Mathilda Hodgkins-Byrne Becky Wilde | Gran Bretagna | 6:52.31 | Q    |
| 3    | Sophia Vitas Kristi Wagner          | Stati Uniti   | 6:56.47 | Q    |
| 4    | Lisa Scheenaard Martine Veldhuis    | Paesi Bassi   | 6:56.65 | R    |
| 5    | Clara Guerra Stefania Gobbi         | Italia        | 7:15.51 | R    |

| Pos. | Atleti                                  | Nazione   | Tempo   | Note |
| ---- | --------------------------------------- | --------- | ------- | ---- |
| 1    | Elodie Ravera-Scaramozzino Emma Lunatti | Francia   | 6:48.89 | Q    |
| 2    | Amanda Bateman Harriet Hudson           | Australia | 6:49.21 | Q    |
| 3    | Zoe Hyde Alison Bergin                  | Irlanda   | 6:52.61 | Q    |
| 4    | Donata Karaliene Dovilė Rimkutė         | Lituania  | 6:59.62 | R    |

| Pos. | Atleti                          | Nazione   | Tempo   | Note |
| ---- | ------------------------------- | --------- | ------- | ---- |
| 1    | Ancuta Bodnar Simona Radiș      | Romania   | 6:48.49 | Q    |
| 2    | Anna Šantrůčková Lenka Antošová | Rep. Ceca | 6:55.16 | Q    |
| 3    | Shen Shuangmei Lu Shiyu         | Cina      | 6:58.85 | Q    |
| 4    | Thea Helseth Inger Kavlie       | Norvegia  | 7:00.78 | R    |

### Ripescaggi
| Pos. | Atleti                           | Nazione     | Tempo   | Note |
| ---- | -------------------------------- | ----------- | ------- | ---- |
| 1    | Lisa Scheenaard Martine Veldhuis | Paesi Bassi | 7:08.42 | Q    |
| 2    | Thea Helseth Inger Kavlie        | Norvegia    | 7:10.39 | Q    |
| 3    | Clara Guerra Stefania Gobbi      | Italia      | 7:10.41 | Q    |
| 4    | Donata Karaliene Dovilė Rimkutė  | Lituania    | 7:15.00 | Elm  |

### Semifinali
| Pos. | Atleti                                  | Nazione       | Tempo   | Note |
| ---- | --------------------------------------- | ------------- | ------- | ---- |
| 1    | Brooke Francis Lucy Spoors              | Nuova Zelanda | 6:49.49 | FA   |
| 2    | Lisa Scheenaard Martine Veldhuis        | Paesi Bassi   | 6:50.20 | FA   |
| 3    | Elodie Ravera-Scaramozzino Emma Lunatti | Francia       | 6:51.30 | FA   |
| 4    | Anna Šantrůčková Lenka Antošová         | Rep. Ceca     | 6:54.76 | FB   |
| 5    | Zoe Hyde Alison Bergin                  | Irlanda       | 6:55.08 | FB   |
| 6    | Clara Guerra Stefania Gobbi             | Italia        | 6:58.08 | FB   |

| Pos. | Atleti                              | Nazione       | Tempo   | Note |
| ---- | ----------------------------------- | ------------- | ------- | ---- |
| 1    | Ancuta Bodnar Simona Radiș          | Romania       | 6:51.41 | FA   |
| 2    | Mathilda Hodgkins-Byrne Becky Wilde | Gran Bretagna | 6:51.82 | FA   |
| 3    | Thea Helseth Inger Kavlie           | Norvegia      | 6:52.47 | FA   |
| 4    | Amanda Bateman Harriet Hudson       | Australia     | 6:52.69 | FB   |
| 5    | Sophia Vitas Kristi Wagner          | Stati Uniti   | 7:04.12 | FB   |
| 6    | Shen Shuangmei Lu Shiyu             | Cina          | 7:09.75 | FB   |

### Finali
| Pos.    | Atleti                                  | Nazione       | Tempo   | Note |
| ------- | --------------------------------------- | ------------- | ------- | ---- |
| Oro     | Brooke Francis Lucy Spoors              | Nuova Zelanda | 6:50.45 |      |
| Argento | Ancuta Bodnar Simona Radiș              | Romania       | 6:50.69 |      |
| Bronzo  | Mathilda Hodgkins-Byrne Becky Wilde     | Gran Bretagna | 6:53.22 |      |
| 4       | Lisa Scheenaard Martine Veldhuis        | Paesi Bassi   | 6:54.24 |      |
| 5       | Elodie Ravera-Scaramozzino Emma Lunatti | Francia       | 6:57.35 |      |
| 6       | Thea Helseth Inger Kavlie               | Norvegia      | 6:58.41 |      |

| Pos. | Atleti                          | Nazione     | Tempo   | Note |
| ---- | ------------------------------- | ----------- | ------- | ---- |
| 7    | Amanda Bateman Harriet Hudson   | Australia   | 6:47.66 |      |
| 8    | Anna Šantrůčková Lenka Antošová | Rep. Ceca   | 6:49.92 |      |
| 9    | Sophia Vitas Kristi Wagner      | Stati Uniti | 6:50.74 |      |
| 10   | Zoe Hyde Alison Bergin          | Irlanda     | 6:55.62 |      |
| 11   | Clara Guerra Stefania Gobbi     | Italia      | 6:56.87 |      |
| 12   | Shen Shuangmei Lu Shiyu         | Cina        | 7:00.71 |      |